# 刘振伟
刘振伟（1956年1月—）陕西蒲城人，中华人民共和国政治人物。

## 生平
1972年参加工作，1975年加入中国共产党。中共中央党校研究生学历。副研究员职称。历任中共中央书记处农村政策研究室副处级研究员，中共中央政策研究室处级研究员，《农民日报》社副总编，中共安徽省滁州市委常委、滁州市副市长（挂职），中华人民共和国农业部办公厅副主任（正厅级）、市场与经济信息司司长、政策法规司司长。
2003年，任第十届全国人大农业与农村委员会委员、农业与农村委员会主任委员助理。2005年，任第十届全国人大常委会副秘书长、机关党组成员，继续任第十一届全国人大常委会副秘书长、机关党组成员。2008年12月，卸任全国人大常委会副秘书长、机关党组成员，出任第十一届全国人大农业与农村委员会副主任委员。2018年2月24日，当选为第十三届全国人大代表。
他是第十届、十一届、十二届全国人大常委会委员。